# Brachyxanthia
Brachyxanthia är ett släkte av fjärilar. Brachyxanthia ingår i familjen nattflyn.
Kladogram enligt Catalogue of Life:
| Brachyxanthia | \| \| Brachyxanthia peculiaris \| \| \| \| \| \| Brachyxanthia zelotypa \| \| \| \| |
|               | \| \| Brachyxanthia peculiaris \| \| \| \| \| \| Brachyxanthia zelotypa \| \| \| \| |
|               | Brachyxanthia peculiaris                                                            |
|               |                                                                                     |
|               | Brachyxanthia zelotypa                                                              |
|               |                                                                                     |